# Vic Fedeli
Pour les articles homonymes, voir Fedeli.
Victor Anthony Fedeli, né le 8 août 1956 à North Bay, est un homme politique provincial canadien de l'Ontario. 
Il est député provincial progressiste-conservateur de la circonscription ontarienne de Nipissing depuis 2011. Il siège au conseil des ministres depuis 2018.
Il est également maire de North Bay de 2003 à 2010.

## Biographie
Né à North Bay en Ontario de parents d'origine italienne, il étudie les arts visuels au Conestoga College (en) et le commerce à l'Université de Nipissing.
De retour à North Bay en 1978, il met sur pied la Fedeli Advertising. En 1989, le magazine d'affaires Profit (en) place l'entreprise dans la liste de 50 meilleurs endroits où travailler au Canada et Fedeli est lui-même reconnu comme l'un des entrepreneurs canadiens les plus prospères lors d'un épisode de MoneyMakers. Fedeli Advertising est vendu en 1992.

## Politique

### Maire de North Bay
Élu avec 75% des votes à la mairie de North Bay en 2003, il entre fréquemment en conflit avec la député libérale provinciale Monique Smith en raison de sa politique fiscale prudente.
Durant son mandat, il augmente les revenus de la ville grâce à plusieurs développement résidentiel et la vente de terres publiques. Sa politique contribue également à la gentrification de plusieurs secteurs de North Bay.
Réélu contre l'ancien maire Stan Lawlor en 2006 avec plus des deux tiers du votes, il lance avec succès une campagne afin d'inclure une exception pour les entreprises canadiennes face au Buy American provision.
Fedeli annonce ne pas vouloir se représenter en 2010 en accord avec sa promesse faite durant la campagne de 2003 de ne pas faire plus de deux mandats. Il déclare alors que le travail est accomplie, le conseil à restaurer l'espoir et la solvabilité.
Durant ses mandats à la mairie, Fedeli choisit de donner son salaire annuel à certains organismes de charité.

## Politique provinciale
Élu député en 2011, il occupe le poste de critique de plusieurs dossiers dont sur les Mines et de Développement du Nord, sur les Transports et sur les Finances.
Réélu en 2014, il assume les fonctions par intérim de chef du Parti progressiste-conservateur et de chef de l'opposition officielle à la suite du retrait de Patrick W. Brown de janvier à juin 2018.
Entrant avec son parti au gouvernement en 2018. Il est alors nommé ministre des Finances dans le premier cabinet de Doug Ford. Lors d'un remaniement en juin 2019, il est transféré au ministère du Développement économique, de la Création d’emplois et du Commerce.
Il est réélu en 2022.